# Alepu Rocks
Die Alepu Rocks (bulgarisch скали Алепу skali Alepu) sind eine im Durchmesser 380 m große Gruppe von Klippenfelsen im Archipel der Südlichen Shetlandinseln. Sie liegen östlich von Robert Island in der Nelson Strait in Entfernungen von 330 m nordnordöstlich des Kitchen Point und 1,36 km südöstlich des Perelik Point.
Britische Wissenschaftler im Jahr 1968 sowie bulgarische im Jahr 2009 nahmen Kartierungen der Gruppe vor. Die bulgarische Kommission für Antarktische Geographische Namen benannte sie 2010 nach dem Naturschutzgebiet Alepu im Südosten Bulgariens.